# Đoàn Quảng Phu
Đoàn Quảng Phu  (?-?), người xã Hoa Đường huyện Đường An (nay thuộc xã Thúc Kháng huyện Bình Giang tỉnh Hải Dương). Ông đỗ đệ nhị giáp, Tiến sĩ xuất thân khoa Quý Mùi (hay còn gọi là Hoàng giáp, Tiến sĩ), niên hiệu Hồng Thuận năm thứ sáu 1514.
Ông làm quan Đông các Đại học sĩ. Có tài liệu ghi ông là Đoàn Đức Phu .